# Miroslav Čmarada
Miroslav Čmarada (30. května 1943 – 2. listopadu 1983) byl slovenský fotbalista, obránce.

## Fotbalová kariéra
Do Dukly přišel z tehdy prvoligového Slovanu Nitra v roce 1964 a v té době už měl za sebou 1 start v juniorské reprezentaci Československa. Za Duklu odehrál 5 sezón a během této doby nastoupil k 6 utkáním za reprezentaci do 23 let, odehrál 5 utkání za olympijský výběr a 2 utkání za reprezentační B-tým. V československé lize nastoupil ve 105 utkáních. Z Dukly odešel do druholigového týmu LIAZ Jablonec, se kterým v sezóně 1973/74 vybojoval postup do nejvyšší soutěže a pak se špičkovým fotbalem skončil a vrátil se na Slovensko do Seredě. S Duklou získal dvakrát ligový titul. V Poháru mistrů evropských zemí nastoupil v 5 utkáních a v Poháru vítězů pohárů nastoupil v 1 utkání.

## Ligová bilance
| Ročník                                   | Zápasy | Góly | Klub          |
| ---------------------------------------- | ------ | ---- | ------------- |
| 1. československá fotbalová liga 1961/62 | 4      | 0    | Slovan Nitra  |
| 1. československá fotbalová liga 1962/63 | 19     | 0    | Slovan Nitra  |
| 1. československá fotbalová liga 1963/64 | 1      | 0    | Dukla Praha   |
| 1. československá fotbalová liga 1964/65 | 6      | 0    | Dukla Praha   |
| 1. československá fotbalová liga 1965/66 | 20     | 0    | Dukla Praha   |
| 1. československá fotbalová liga 1966/67 | 13     | 0    | Dukla Praha   |
| 1. československá fotbalová liga 1967/68 | 23     | 0    | Dukla Praha   |
| 1. československá fotbalová liga 1968/69 | 18     | 0    | Dukla Praha   |
| 2. československá fotbalová liga 1969/70 | -      | -    | LIAZ Jablonec |
| 2. československá fotbalová liga 1970/71 | -      | -    | LIAZ Jablonec |
| 2. československá fotbalová liga 1971/72 | -      | -    | LIAZ Jablonec |
| 2. československá fotbalová liga 1972/73 | -      | -    | LIAZ Jablonec |
| 2. československá fotbalová liga 1973/74 | -      | -    | LIAZ Jablonec |
| CELKEM 1. liga                           | 105    | 0    |               |